# 배알미대교
배알미대교(拜謁尾大橋)는 경기도 하남시에 있는 총 연장 1,155m의 다리로, 한강 남단을 통과한다. 전 구간이 국도 제45호선에 속해있으며, 2004년에 개통되었다.

## 역사
- 1999년 3월: 착공
- 2004년 10월 22일: 개통

## 개요
팔당대교가 1995년 완공되자, 곧 극심한 교통 체증에 시달리게 되었다. 또한 인근 도로인 국도 제6호선의 교통 상황도 악화된 상태였다. 동서울쪽에서 남양주시와 양평군등 경기 동북부 지역으로 빠져 나가는 교통편을 개선하기 위해 배알미대교의 건설을 계획하게 되었다.
원래 처음부터 배알미대교를 건설하려 했던 것은 아니다. 그러나 한강 하류 지역의 검단산등 지리적인 요인으로 도로를 건설하기 힘든 지형이라, 한강변을 따라 다리를 놓게 되었다. 또한 기존에 팔당댐을 지나던 국도 제45호선이 배알미대교로 노선이 변경되었다.

## 이 다리를 통과하는 도로
- 미사대로

## 같이 보기
- 국도 제45호선
- 한강